# Cryptoloba minor
Cryptoloba minor là một loài bướm đêm trong họ Geometridae.